# Liz Claiborne
Anne Elisabeth Jane Claiborne, detta Liz (Bruxelles, 31 marzo 1929 – New York, 26 giugno 2007), è stata una stilista belga, fondatrice del marchio Liz Claiborne Inc. che nel 1986 è stata la prima azienda fondata da una donna ad entrare nella Fortune 500..

## Biografia
Liz Claiborne è nata a Bruxelles da genitori statunitensi. Con lo scoppio della seconda guerra mondiale  la famiglia però fece ritorno a New Orleans, dove Liz Claiborne iniziò i propri studi, ma non portò a termine per trasferirsi in Europa e studiare pittura. Nel 1949, vince il Jacques Heim National Design Contest, sponsorizzato da Harper's Bazaar, e si trasferisce a New York, dove lavora per anni nel Garment District sulla Seventh Avenue a Manhattan come disegnatore presso la casa di abbigliamento sportivo Tina Leser.
nel 1976, dopo il fallimento dell'azienda per cui lavorava, Liz Claiborne fonda la propria azienda, la Liz Claiborne Inc.. Il successo è immediata: nel 1976 l'azienda fattura due milioni di dollari che nel 1978 salgono a 23 milioni.  Al 1988 il marchio ha rilevano un terzo del mercato dell'abbigliamento sportivo femminile d'alta fascia americano. Nel 1989, la Claiborne si ritira dall'attività e si dedica ad una fondazione, creata per raccogliere fondi per cause ecologiche. Il 26 giugno 2007 è morta all'età di settantotto anni dopo una lunga lotta contro il cancro.